# Adil Sjah Afshar
Adil Shah Afshar was de tweede sjah van de Afshariden, een dynastie die korte tijd heerste over het gebied dat nu Iran is. Adil regeerde van 1747 tot 1748. Zijn voorganger was Nadir Sjah Afshar en zijn opvolger Ebrahim Sjah Afshar.